# Bruchetbach
Der Bruchetbach (auch Brucketbach) ist ein rechter Zufluss zum Kamp bei Pölla in Niederösterreich.
Er entspringt westlich von Jaidhof, durchfließt mehrere Teiche und nimmt auf seinem Lauf nach Norden als große Zubringer den Bach von Schöneben und den Bach von Wilhalmwald auf, bevor er sich östlich unterhalb von Wegscheid in den Kamp ergießt. Sein Einzugsgebiet umfasst 23,6 km² in teilweise offener Landschaft. Der Bruchetbach durchfließt dabei keinen einzigen Ort, streift aber auf seinem Weg die Gemeinden Gföhl, St. Leonhard am Hornerwald und Krumau am Kamp.